# Ernster
Ernster (Luxemburgs: Iernster) is een plaats in de gemeente Niederanven en het kanton Luxemburg in Luxemburg.

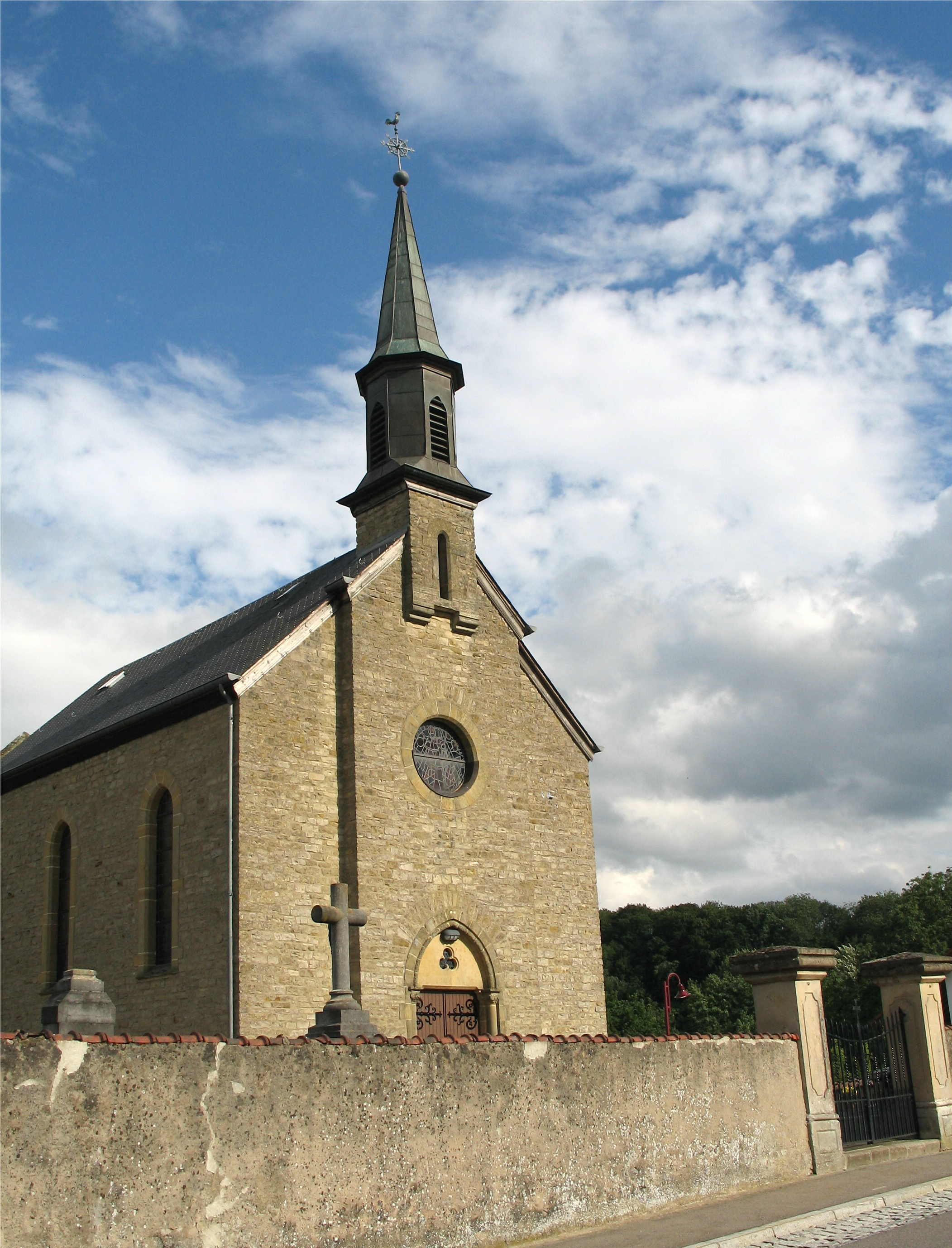
Kerk

Ernster telt 344 inwoners (2001).

## Geboren
- Jean-Pierre Welter (1902-1945), journalist, dichter en revueschrijver